# Myeongjong av Goryeo
Myeongjong av Goryeo, född 1131, död 1202, var en koreansk monark. Han var kung av Korea mellan 1170 och 1197. 